# Miriszlai Miklós
Miriszlai Miklós (írói neve: Mirisz Miklós; Székelyudvarhely, 1957. május 2.) romániai magyar költő, grafikus.

## Életútja, munkássága
A középiskolát Marosvásárhelyen a Bolyai Farkas Líceumban végezte (1976), a temesvári Traian Vuia Műegyetem elektronika és távközlés szakán szerzett mérnöki oklevelet (1982). A szatmárnémeti Autóalkatrész Gyárban kezdte pályáját (1982–88), majd áttelepült Magyarországra. 2003-ban elvégezte a Budapesti Műszaki Egyetem MBA képzését. A vitatott Miskolci Nagy Lajos király magánegyetemen magyarságtudományt hallgatott (2006–2007).[forrás?] Egerben él, a Heves Megyei Vízművek mérnöke 1996-ig. 1996 és 2000 között a Culligan vízkezelési cég magyarországi műszaki vezetője. 2000-től a Datum Dynamics Hungary elektronikai ipari skót–magyar vegyesvállalat ügyvezetője.
Versei, publicisztikai írásai 1978-tól jelentek meg az Igaz Szó, Ifjúmunkás és más romániai lapok hasábjain. Verseskötete: Sajátidő (Temesvár, 1982). Archaizáló, 15 linómetszettel illusztrált Kő kövön c. verseskötetéből a nagyváradi Kelet-Nyugat közölt részleteket (1990). A kilencvenes évek elején alkotókört vezetett Füzesabonyban, ennek antológiáját szerkesztette. Legújabb versei először Facebook profilján olvashatók.[forrás?]

## Kötetei
- Sajátidő; Facla, Temesvár, 1982
- Kő kövön, 1991, Füzesabony, ISBN 963 04 2098 8
- Fényolvasó, 2015, Füzesabony, ISBN 978-963-12-2766-6
- A Szegény Gazfi, 2017, Füzesabony, ISBN 978-615-00-0867-7
- hatra-vakra, 2017, Füzesabony, ISBN 978-615-00-0865-3
- Habakukk haikuk, 2017, Füzesabony, ISBN 978-615-00-0866-0
- Szer, 2017, Füzesabony, ISBN 978-615-00-0864-6